# Larinia bivittata
Larinia bivittata är en spindelart som beskrevs av Eugen von Keyserling 1885. Larinia bivittata ingår i släktet Larinia och familjen hjulspindlar. Inga underarter finns listade i Catalogue of Life.